# Särevere
Särevere est un petit bourg de la Commune de Türi du comté de Järva en Estonie .
Au 31 décembre 2011, il compte 675 habitants.